# Хип-хоп Западного побережья
Хип-хоп Западного побережья (англ. West Coast hip hop), также известный как рэп Западного побережья (англ. West Coast rap) — направление хип-хопа, которое охватывает определённых исполнителей или музыку, возникшую в регионе Западного побережья США. Хип-хоп Западного побережья начал доминировать с точки зрения мейнстрима в период с конца 1980-х — начала 1990-х годов, с рождением мобба и джи-фанка и появлением таких звукозаписывающих компаний, как Death Row Records Шуг Найта и Dr. Dre, Lench Mob Records Ice Cube и Ruthless Records Eazy-E, по настоящее время, с появлением таких исполнителей, как Kendrick Lamar, Jay Rock, ScHoolboy Q, YG, Vince Staples, Blueface, Roddy Ricch и многих других. Направление за это время успело преобразоваться в несколько поджанров и продолжает развиваться.

## Характеристика
Хип-хоп Западного побережья старой школы отличается преобладанием стиля электро и большим упором на битмейкинг, делая основную ориентацию на вечеринки. Начиная примерно с 1983 по наши дни направление держится на активно живущих формациях гангста-рэпа и чикано-рэпа. Иногда также замечаются элементы или даже постоянная основа формаций политического хип-хопа, осознанного хип-хопа и хорроркора. Лирика от остальных направлений в хип-хопе Западного побережья отличается особой жестокостью, более частым упоминанием преступной деятельности, такой как продажа наркотиков, нелегальное владение оружием, убийства и насилие, но иногда бывают исключения. В лирике также часто, но в то же время и незначительно, встречаются отсылки на секс и проституцию. В качестве звуковой составляющей в направлении канонично выделяются три стиля: Mobb music, джи-фанк, хайфи и гэнгслайдинг (джёркинг). Все они основаны на по большей части непрямых семплах или самостоятельно сгенерированных мелодиях из фанк музыки или её отдельных элементах, однако они также имеют некоторое различие между собой. При этом такие стили, как хайфи и гэнгслайдинг (в особенности первый) могут целиком или по большей части состоять из драм-машинных инструментов, напоминая кранк или трэп. На момент 1990-х и нулевых годов в хип-хопе Западного побережья появляется особый андеграунд. Его исполнители использовали близкий к Восточному побережью звук, но сохраняли западную лирику, как это было во времена Ice-T, King Tee и N.W.A. Среди подобных рэперов можно назвать Tha Alkaholiks, Xzibit, Defari и Rasco. Сейчас же в современном хип-хопе Западного побережья андеграунд исполнители предпочитают каноничные стили, однако сами же джи-фанк, хайфи и мобб периодически используются и в мейнстриме, как, например, в альбомах To Pimp A Butterfly и Still Brazy. Хип-хоп Западного побережья не стоит путать с другим направлением, альтернативным хип-хопом, исполнителями которого являлись многие рэперы из Калифорнии. К их числу относят Cypress Hill, The Psycho Realm, The Pharcyde, Souls Of Mischief, Evidence, Tyler, The Creator.

## История

### Ранние годы
Несколько событий заложили основы хип-хопа Западного побережья задолго до появления рэперов, исполняющих в этом направлении, таких как Too Short, Kid Frost, Ice-T и King Tee — или даже до появления самого хип-хопа как жанра. По словам Сида Цезаря, «катастрофическое событие помогло этому на Западе: восстание в Уоттсе 1965 года». После восстания в Уоттсе в 1967 году Бад Шульберг основал творческое пространство под названием «Watts Writers Workshop», призванное помочь жителям района Уоттс и предоставить им место для самовыражения и творчества. Один из коллективов, появлявшихся в этом объединении, была прото-хип-хоп группа, которая называлась Watts Prophets.
Истоки хип-хопа Западного побережья восходят к концу 1970-х годов в округе Лос-Анджелес, когда Алонзо Уильямс, молодой ди-джей из Комптона, штат Калифорния, заключил партнёрство с другим диджеем по имени Роджер Клейтон из Лос-Анджелеса, штат Калифорния. Роджер создал рекламную компанию под названием Unique Dreams, которая нанимала Уильямса диджеем на местных мероприятиях. В конце концов их пути разошлись: Уильямс основал электро-группу под названием World Class Wreckin 'Cru, и стал домашним диджеем в местном ночном клубе под названием Eve’s After Dark, в то время как Клейтон создал, возможно, самую успешную команду мобильных диджеев в регионе, называвшуюся Uncle Jamm’s Army, которая устраивала вечеринки лучших диджеев для тысяч людей на больших площадках. Примерно в это же время появлялись и другие небольшие группы диджеев, которые организовывали вечеринки, надеясь обосноваться в регионе. В отличие от своих собратьев с Восточного побережья, хип-хоп звучание, пришедшее из Южной Калифорнии, было более динамичным и находилось под влиянием электронной музыки. Таким образом, в конце 1970-х — начале 1980-х направление определялось и развивалось в виде электро — жанра танцевальной музыки, который многие критики до сих пор считают не относящимся к хип-хопу направлением. В значительной степени это можно объяснить тем фактом, что местная хип-хоп сцена Западного побережья была больше связана с диджеингом, чем с самой читкой. Местная танцевальная хип-хоп культура позже вышла за рамки вечеринки, что было заметно в глобальном масштабе в таких фильмах, как «Брейк-данс». Брейк-данс, поппинг и локинг дали танцевальной части хип-хоп сцены Лос-Анджелеса один из первых успехов за пределами региона. Западное побережье также получило внимание, когда группа Uncle Jamm’s Army начала приглашать на свои мероприятия такие известные хип-хоп группы Восточного побережья, как Whodini и Run-DMC.
Ещё одно раннее событие произошло в 1981 году, когда Даффи Хукс основал первый хип-хоп лейбл Западного побережья, Rappers Rapp Records, название которого было вдохновлено другим лейблом Sugar Hill Records, который базировался в Нью-Йорке. Первой активностью в лейбле послужил дуэт Disco Daddy и Captain Rapp, дебютным синглом которого стал «The Gigolo Rapp», который также был выпущен в 1981 году. Песня имела небольшой успех, но не получила широкого распространения на радио. Многие другие песни в стиле хип-хоп, записанные в Калифорнии, были выпущены в начале 1980-х, но многие из них почти не транслировались по радио. Captrain Rapp также записал классическую композицию в направлении Западного побережья, выпущенную в 1983 году под названием «Bad Times (I Can’t Stand It)», которая является политически сознательным ответом на «The Message» Грандмастера Флэша, аранжированном легендарным продюсерским дуэтом Джимми Джема и Терри Льюиса, а также Ричем Кейсоном. Группа Клейтона, Uncle Jamm’s Army, выпустила свой первый сингл «Dial-a-Freak», а в 1984 году один из пионеров направления Egyptian Lover выпустил свой альбом On the Nile, в который вошёл популярный двенадцатый сингл «Egypt Egypt». Члены групп Uncle Jamm’s Army и World Class Wreckin' Cru, в том числе Dr. Dre, The Unknown DJ, Egyptian Lover, и такие исполнители, как Ice-T и Kid Frost позже определили раннее звучание хип-хопа Западного побережья на протяжении 1980-х годов.
В тот же период бывший танцор локинга из Комптона Алонзо Уильямс сформировал группу World Class Wreckin 'Cru, в которую вошли будущие участники N.W.A Dr. Dre и DJ Yella. Уильямс также основал Kru-Cut Records и основал студию звукозаписи в задней части своего ночного клуба, Eve’s After Dark, который был основан в 1979 году. Именно в этом клубе местный наркодилер Eazy-E и Джерри Хеллер решили основать лейбл Ruthless Records, на котором сами Dr. Dre и DJ Yella познакомились с участниками группы CIA, в которую входили Ice Cube, один из будущих основателей джи-фанка Laylaw, двоюродный брат Дре Sir Jinx и K-Dee.

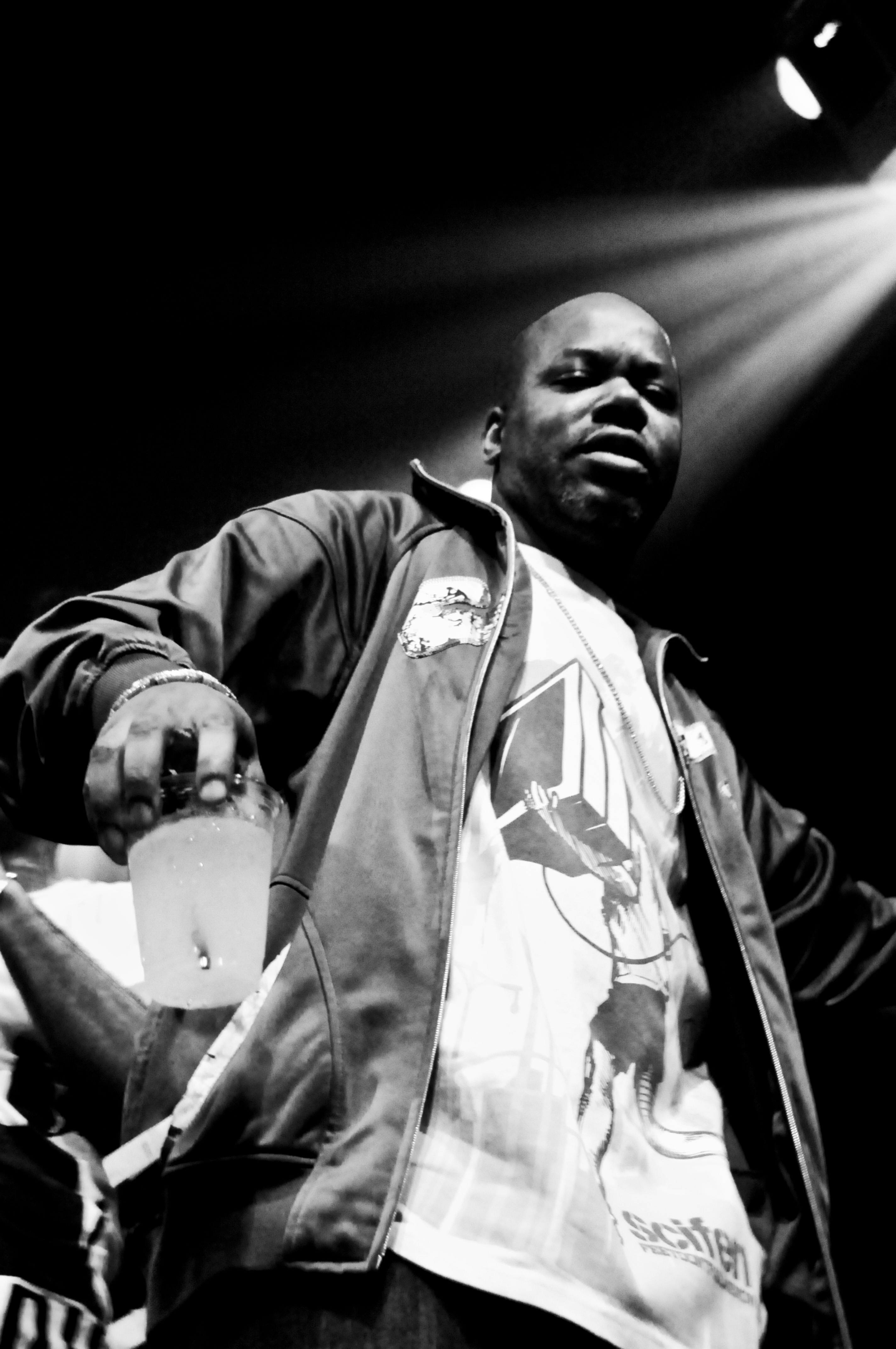
Рэпер Too $hort из залива Сан-Франциско

В этот период одним из важнейших факторов распространения хип-хопа Западного побережья была радиостанция 1580 KDAY и радио диджея Грега «Mack Attack» Мака. 1580 KDAY была первой радиостанцией в США, которая 24 часа в сутки играла рэп и хип-хоп.
Каноничную лирическую составляющую направлению в 1980-х задал рэпер Ice-T, который также является основателем формации гангста-рэпа. Его дебютный студийный альбом «Rhyme Pays» 1987 года не только показал хороший коммерческий результат, но и произвёл большой фурор в хип-хоп индустрии. Лирика выделялась особой жестокостью и посвящалась преступной калифорнийской жизни, охваченной пороками в лице наркотиков, убийств и грабежей. По такому же пути пошли и комптонские рэперы King Tee с альбомом «Act a Fool» (1988) и Toddy Tee с синглом «L.A. Is A Jungle» (1985).

### Поздние 1980-е и 1990-е
Ice-T известен как первый исполнитель с каноничной лирической составляющей хип-хопа Западного побережья, а также как основатель гангста-рэпа вообще. Он известен своей песней «6 in the Mornin», выпущенной в 1986 году и демонстрирующей уникальный на то время стиль исполнения хип-хопа Западного побережья. В 1988 году Ice-T выпустил R&B хит «I’m Your Pusher», а Too $hort выпустил альбом «Life is ・ ・ Too short». Примерно в то же время, а именно в середине-конце 80-х, в области залива Сан-Франциско возникает самый первый стиль хип-хопа Западного побережья под названием Mobb music, первыми исполнителями которого стали такие рэперы, как сам Too $hort и E-40. В 1988 году был выпущен знаковый альбом группы N.W.A. «Straight Outta Compton». Он был выпущен лейблом Ruthless Records, принадлежащим участнику группы Eazy-E. В лирической составляющей альбома был упор на повествование о жизни и невзгодах в Комптоне — городе, печально известном своей суровостью и уровнем преступности и насилия среди уличных банд. Помимо создания основы для популярности гангста-рэпа, альбом привлёк большое внимание слушателей к хип-хопу Западного побережья, особенно к сцене Лос-Анджелеса. В частности, неоднозначный сингл «Fuck tha Police» и последовавшая за его выпуском цензура привлекли широкое освещение средств массовой информации и общественное внимание. После распада N.W.A участники группы Eazy-E, Dr. Dre, Ice Cube и MC Ren в 1990-х годах стали сольными артистами, получившими платиновые сертификации за некоторые свои релизы. Уйдя из N.W.A., Ice Cube подвергся нападкам её участников. Альбом «Efil4zaggin» 1991 года содержал в себе несколько треков, оскорбляющих его. В ответ Ice Cube записал дисc «No Vaseline». Также Ice Cube выпустил одни из самых востребованных критиками альбомы Западного побережья, такие как «AmeriKKKa’s Most Wanted» 1990 года и «Death Certificate» 1991 года. Он также появлялся в кино и на телевидении, например, в фильме Джона Синглтона «Ребята по соседству» 1991 года.
В 1990 году группа Above the Law из Помоны выпустила свой дебютный альбом «Livin’ Like Hustlers» на лейбле Ruthless Records. Это стал первый альбом в истории жанра, в котором содержалось полноценное джи-фанк звучание. Тем самым участники этой группы, в частности продюсер Cold187um, являются отцами-основателями этого стиля.
Начало 1990-х также было периодом, когда хип-хоп набирал силу в плане популярности. Дебютный альбом рэпера из округа Марин Тупака Шакура «2Pacalypse Now» был выпущен в 1991 году. В альбоме демонстрировалась социальная осведомленность с нападками на социальную несправедливость. Освещались такие общественные проблемы, как расизм, жестокость полиции, бедность, преступность, продажа и употребление наркотиков и подростковая беременность. В этот альбом вошли три сингла: «Brenda’s Got a Baby», «Trapped» и «If My Homie Calls». «2Pacalypse Now» получил золотой сертификат Американской ассоциации звукозаписывающих компаний (RIAA) 19 апреля 1995 г.. Музыка и философия Шакура уходит корнями в различные идеологии, включая партию чёрных пантер, чёрный национализм, эгалитаризм и свободу. Тупак продал более 75 миллионов копий своих релизов, и он считается одним из величайших рэперов всех времён.
Также в 1991 году Шуг Найт совместно с Dr. Dre основал лейбл Death Row Records. В 1992 году Dr. Dre выпустил свой дебютный альбом «The Chronic»; Dr. Dre несколько изменил концепцию джи-фанк звучания, а также популяризировал её. Этот стиль окончательно стал одной из отличительных черт звучания направления Западного побережья. Главный сингл альбома «Nuthin 'but a' G 'Thang» достиг 2-го места в чарте Billboard Hot 100 США. Другие Релизы Death Row, такие как дебютный альбом Snoop Dogg «Doggystyle» 1993 года, дебютный альбом дуэта Tha Dogg Pound «Dogg Food» 1995 года и последний выпущенный при жизни альбом 2Pac «All Eyez on Me» 1996 года, стали очень продаваемыми и также были хорошо встречены критиками. Самые популярными хитами 2Pac на этом лейбле являются синглы «California Love» и «To Live & Die in L.A.». В этот период также началось противостояние Eazy-E и Dr. Dre. В неё были втянуты артисты обоих лейблов — Snoop Dogg, Kurupt, Dirty Red, Kokane и др. Конфликт закончился в 1995 году, когда Dr. Dre пришёл в больницу к умиравшему от СПИДа Eazy-E и помирился с ним. Многие рэперы, такие как MC Eiht и его группа Compton’s Most Wanted, Above The Low, The D.O.C., Warren G, Nate Dogg, Yo-Yo, группа Da Lench Mob, WC и его коллектив WC And The Maad Circle из округа Лос-Анджелес, Too $hort , Ant Banks, Spice 1 из Окленда, E-40, B-Legit, Celly Cell, Khyree и Ray Luv из Вальехо, выпустили множество релизов, которые обеспечили большую популярность хип-хоп сценам городов, которых они представляли.
В 90-х годах стали появляться первые андеграунд исполнители хип-хопа Западного побережья, использующие лирику направления вместе с битами, более соответствующими Восточному побережью. Среди них Achmad Lewis (известен своей песней Back in the Day), Xzibit (известен своим альбомом At the Speed of Life. В начале 2000-х годов стал исполнять под каноничное джи-фанк звучание) и Ras Kass (известен своим альбомом Soul on Ice).
Популярности хип-хопа, несомненно, способствовала завязавшаяся вражда между Death Row Records и лейблом Восточного побережья Bad Boy Records возглавляемым рэперами Puff Daddy и The Notorious B.I.G., перетёкшая в войну побережий. Вражда между востоком и западом приобрела особую популярность, когда в 2Pac стреляли 30 ноября 1994 года возле Quad Recording Studios в Нью-Йорке. По совпадению это произошло там, где в тот день записывались сами The Notorious B.I.G. и Puff Daddy, что заставило Шакура обвинить их в том, что они подставили его. Напряжённость достигла пика на церемонии Source Awards в 1995 году, когда артисты с обеих сторон осуждали друг друга.
Обстрел из машины рэпера 2Pac, произошедший 7 сентября 1996 года в Лас-Вегасе, привёл к смерти исполнителя почти через неделю из-за травм, полученных 13 сентября 1996 года. Это событие стало поворотным моментом для хип-хопа в целом. Тупак Шакур был одним из самых популярных рэперов Западного побережья и одним из самых востребованных критиками. После его смерти и заключения в тюрьму Шуг Найта постепенно начала заканчиваться эпоха Death Row Records. Смерть рэпера с Восточного побережья и бывшего противника Тупака, The Notorious B.I.G., завершила войну побережий. Однако при этом хип-хоп Западного побережья продолжал иметь место в мейнстриме.

### Нулевые и 2010-е
Позиция хип-хопа Западного побережья в мейнстриме оставалась стабильной в конце 1990-х и начале 2000-х годах. Среди хип-хоп сцены Южной Калифорнии выделяются альбомы Dr. Dre «2001», Xzibit «Restless», Snoop Dogg «No Limit Top Dogg» и «Tha Last Meal», Guerilla Black «Guerilla City», 40 Glocc «The Jackal», OG Daddy V «The Compton OG». Происходит сильная «вспышка» творчества чикано-рэп исполнителей, таких как Mr. Criminal, Mr. Capone-E, OG Dominator и многих других. В Северной Калифорнии музыка стала также ориентироваться и на ночные клубы через призму улиц с появлением в начале 2000-х годов хайфи стиля, который представляет собой чаще всего либо максимально близкое к кранку и трэпу звучание, либо слияние mobb music и кранка/трэпа. Ключевыми исполнителями хайфи были E-40, The Jacka, Mistah F.A.B., Traxamillion, Keak Da Sneak, Mac Dre, J. Stalin, Messy Marv, группа The Team и многие другие. E-40 добился ещё большого успеха с песней «Tell Me When to Go» из альбома «My Ghetto Report Card» в 2006 году. В записи участвовал рэпер из Окленда и по совместительству, по мнению некоторых слушателей, основатель стиля Keak Da Sneak. Другой рэпер из Области залива Сан-Франциско Too $hort также сыскал популярность на хайфи релизах. Его 16-й студийный альбом «Blow the Whistle» в 2006 году дебютировал под номером 14 в Billboard. 200. Комптонский The Game также внёс большой вклад в хип-хоп Западного побережья своим двойным платиновым альбомом «The Documentary», а также «Doctor’s Advocate» и «L.A.X.», как и Xzibit с платиновым альбомом «Restless», а также золотыми альбомами «Man vs. Machine» и «Weapons of Mass Destruction». В нулевых основалось западное подразделение лейбла G-Unit Records, главным в котором стал Spider Loc, выпустивший свой дебютный альбом «Da 1 U Love 2 Hate» в 2008 году. Рэперы их 1990-х годов, такие как Snoop Dogg и Ice Cube, и коллективы, такие как Tha Dogg Pound и Westside Connection, продолжали выпускать альбомы в течение нулевых и добивались успеха. На протяжении нулевых многие исполнители хип-хопа Западного побережья, таких как Ya Boy, Glasses Malone, Juice, SKG (Suge Knight Girl), Helecia Choyce Crooked I, 40 Glocc, Slim the Mobster, Bishop Lamont и Mistah F.A.B. сотрудничали с такими именитыми исполнителями, как Dr.Dre, Kurupt, Daz Dillinger, The Game, E-40 и Snoop Dogg.
С начала-середины 2010-х годов и по сей день на Западном побережье наблюдается высокая популярность хайфи и гэнгслайдинг звучания.
Продюсер DJ Mustard ввёл своё собственное «рэчет» звучание, произошедшее от гэнгслайдинга, которое быстро быстро вошёл в мейнстрим. Он сыграл свою роль в популяризации современного хип-хопа Западного побережья и приобрёл огромную популярность в период с 2011 по 2014 год, продюсируя синглы популярных калифорнийских исполнителей, в том числе «Rack City» Tyga, «My Nigga» и «Who Do You Love?» YG, «Paranoid» Ty Dolla $ign, и «Show Me» Kid Ink. Mustard также выпустил свой дебютный микстейп «Ketchup» в 2013 году, ещё больше укрепив свой собственный «рэчет» стиль.
Среди других исполнителей, достигших культового успеха в мейнстриме, можно назвать Lil B из Бёркли. Рэпер создал многочисленную фанатскую аудиторию через социальные сети, такие как Twitter, YouTube и MySpace. Lil B известен своим массовым выпуском микстейпов, альбомов и мини-альбомов в хайфи стиле и большим количеством композиций. Он также был одним из участников хайфи группы The Pack.

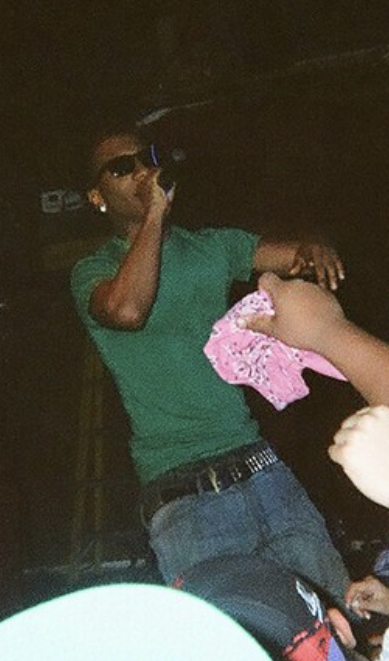
Рэпер Lil B из Бёркли

В 2010-х годах в хип-хопе Западного побережья появилось множество коммерчески успешных рэперов, таких как Tyga, Kendrick Lamar, ScHoolboy Q, Jay Rock, Droop-E, Sage the Gemini и Iamsu! из The HBK Gang, YG, Slim 400, Kid Ink, Nipsey Hussle, G Perico, Buddy, Dom Kennedy, Roddy Ricch. Ty Dolla $ign, DJ King Assassin, O.T. Genasis, Blueface и Problem. Кроме того, многие из этих исполнителей были социально сознательны и сосредоточены на лирических текстах. Их творчество было сольным, как, например, у Винса Стейплса, а иногда и коллективным, как у Black Hippy.
В 2012 году релиз Кендрика «Good Kid, m.A.A.d. city», был встречен восторженными отзывами и был включён в списки многих критиков на конец года. Альбом содержал элементы джи-фанк звучания в некоторых треках. Альбом был номинирован на звание «Альбом года» на 56-й ежегодной церемонии вручения премии «Грэмми», что стало первым случаем, когда исполнитель хип-хопа Западного побережья был номинирован на эту награду. В 2014 году Schoolboy Q с альбомом «Oxymoron» дебютировал под номером 1 в Billboard 200 с продажами 139 000 копий. «My Krazy Life» от YG дебютировал на 2 месте в чарте Billboard 200 США с 61 000 проданными копиями.
В 2018 году подписант лейбла Aftermath Anderson .Paak, номинированный на премию «Грэмми», выпустил свой третий студийный альбом «Oxnard», который добился успеха и занял 11-е место в Billboard 200 и 6-е место в чарте Billboard Top R&B/Hip-Hop albums.

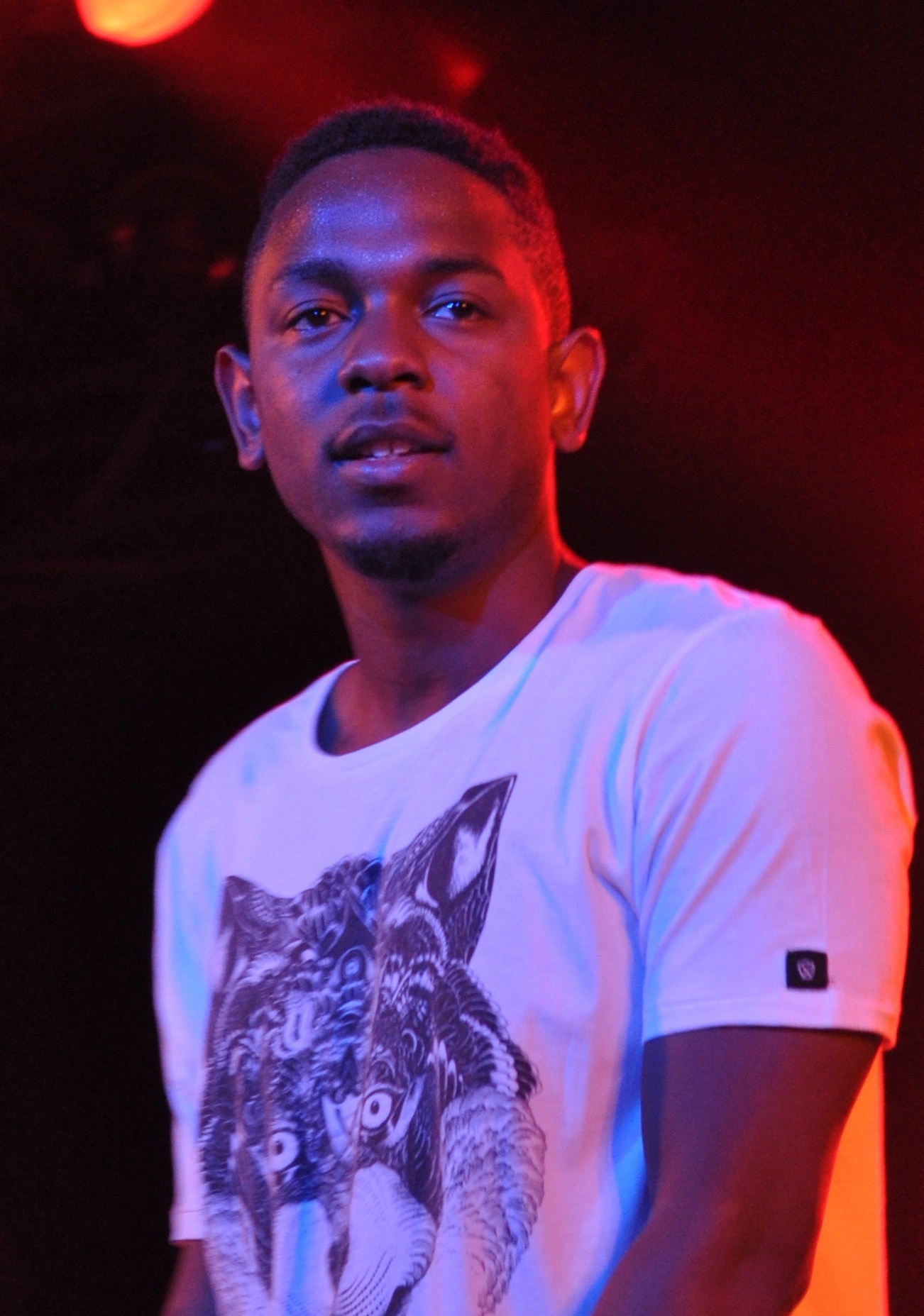
Рэпер Kendrick Lamar из Комптона

В конце 2019 года рэпер их Комптона Roddy Ricch выпустил дебютный студийный альбом «Please Excuse Me For Being Antisocial», который попал на первое место в чарте Billboard 200 в США с продажами в количестве 101000 копий за первую неделю. Альбом также был дважды платиновым. Его сингл из этого же альбома «The Box» также достиг первого места в чарте Billboard Hot 100 и стал мультиплатиновым. Это второй альбом жанра хип-хоп, который продержался в чарте на первом месте вплоть до конца года. Раннее этого результата добивался лишь The Game с альбомом «The Documentary».

### 2020-е
В начале десятилетия в направлении выделились такие рэперы, как Drakeo the Ruler и Saweetie. В 2020 году Saweetie выпустила хайфи сингл «Tap In», который занял 20-е место в топ-чарте Billboard Hot 100. Песня имеет семпл трека Too $hort «Blow The Whistle». В мае 2021 года YG и рэпер из Сакраменто Mozzy выпустили совместный альбом «Kommunity Service».
9 июля 2021 года Vince Staples выпускает свой четвёртый и одноимённый альбом «Vince Staples». Релиз получил положительные отзывы от критиков и слушателей и средний балл 92 на сайте Metacric. Некоторые треки в альбоме имели джи-фанк звук, и он был выполнен нестандартно для этого стиля.
В феврале 2022 года Snoop Dogg выкупил права на лейбл Death Row Records, став его владельцем. Одним из первых подписантов стал джи-фанк рэпер из Сан-Бернардино Doggystyleeee, выпустивший сингл «Hit Em Up». 11 февраля вышел двадцатый сольный альбом Snoop Dogg «B.O.D.R.». Раннее он заявлял о своих планах после выкупа лейбла подписать на него таких современных исполнителей хип-хопа Западного побережья, как YG, Ty Dolla $ign и Roddy Ricch.